# Bootstrapping (Syntaktik)
Bootstrapping (auch semantic bootstrapping oder syntactic bootstrapping; englisch für Stiefelschlaufe, sinngemäß: sich an den eigenen Stiefeln [aus dem Sumpf] herausziehen) bezeichnet ein von Steven Pinker und Lila Gleitman entwickeltes Konzept in der Sprachwissenschaft und Entwicklungspsychologie, das zu erklären sucht, wie Kinder beim Sprechenlernen die Bedeutung von unbekannten Begriffen erkennen. Kinder nutzen bereits vorhandenes Sprachwissen, um neues Sprachwissen, auch auf einer anderen Sprachebene, aufzubauen. Bestimmte sprachliche Informationen stellen damit Einstiegshilfen dar, die den Erwerb weiterer Sprachstrukturen erleichtern.  Dies bezieht die Vorstellung mit ein, dass Kinder Wortbedeutungen einerseits aus nichtverbaler Kommunikation ableiten können und andererseits auch aus dem Zusammenhang der neuen Begriffe, über Hinweise zu schon bekannten Personen oder Dingen oder sogar über die verwendete Grammatik.
Die zugrundeliegende Idee dahinter ist, dass Kinder fähig sind, bestimmte semantische Kategorien zu verbinden – wie „Person“ oder „Sache“ – mit Hilfe einer Serie von Verbindungsregeln (linking rules). Der Gebrauch dieser Regeln bringt die Kinder (zusammen mit angeborenem Wissen von Wortkategorien) zur Entdeckung von syntaktischen Regeln. Syntaktisches Bootstrapping bezieht sich damit auf abgeleitete Informationen über syntaktische Eigenschaften von Wörtern in ihrer Position im Satz und Anwendung dieser Informationen auf neue Fälle mit denselben syntaktischen Positionen.